# Bandera de Benelux
La bandera de Benelux és una bandera no oficial encarregada pel Comitè per a la Cooperació belgo-neerlandesa-luxemburguesa de 1951. És una amalgama de les banderes dels estats membres: Bèlgica, els Països Baixos i Luxemburg.
La ratlla vermella és de la Bandera de Luxemburg, la ratlla blava és de la Bandera dels Països Baixos, i la ratlla negra i el lleó groc rampant és agafat de l'Escut d'armes de Bèlgica. El lleó també representa el Benelux globalment, des de cada nació constituent posseeix un escut d'armes amb un lleó rampant mirant a l'esquerra (Leo Belgicus).